# Theodoor Gautier Thomas Pigeaud

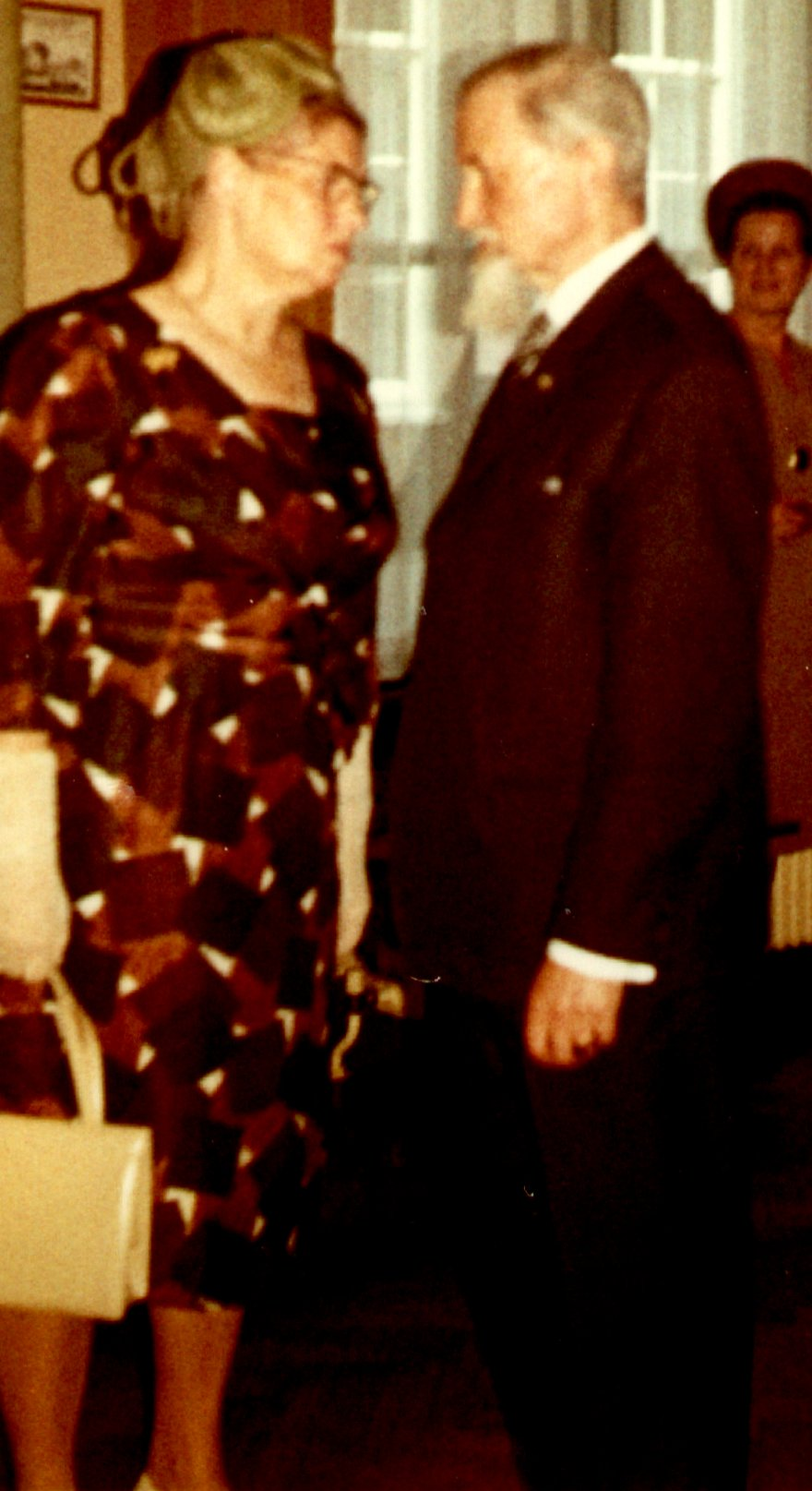
Pigeaud (rechts) in 1969 bij promotie van J.J. Ras

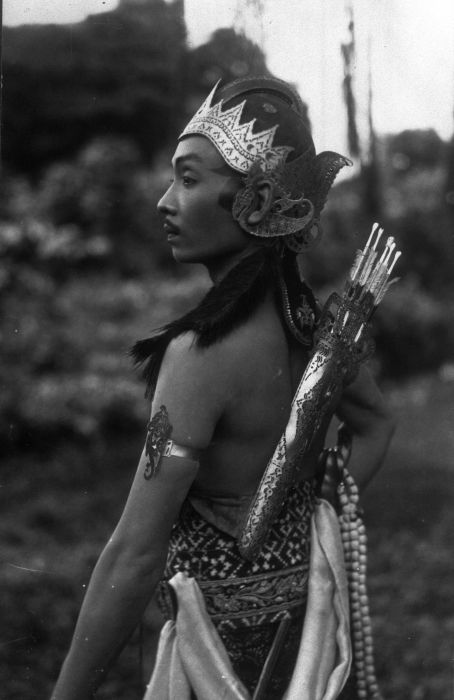
Javaanse danser

Theodoor Gautier Thomas Pigeaud (Leipzig, 20 februari 1899 – Gouda, 6 maart 1988) was een Nederlandse javanicus. Hij is voornamelijk bekend geworden door zijn woordenboek Javaans-Nederlands, zijn monumentale studie van de Nagarakretagama en zijn catalogi van Javaanse handschriften in openbare collecties in Nederland, Denemarken en Duitsland.

## Afkomst en jeugd
Theo Pigeaud was van Franse afkomst, zoals blijkt uit zijn achternaam. Zijn voorouders waren naar Nederland gevluchte hugenoten. Theo was het jongste kind van het echtpaar J.J. Pigeaud en Adolphine Bodde. De vader van Theo was arts en had een praktijk in Modjokerto, Oost-Java van 1887 tot 1898. Maar toen Theo werd geboren, was hij voor studie in Leipzig. 
Theo bracht zijn jeugd door in Den Haag, waar hij het Gymnasium Haganum bezocht. In 1916 slaagde hij voor zijn eindexamen en liet hij zich inschrijven aan de Rijksuniversiteit Leiden. 
Hij studeerde "Taal- en Letterkunde van den Oostindischen archipel". Deze studie bestond uit het Arabisch, Sanskriet, de islam en "physische geographie van de Oost-Indische archipel". Drie jaar later, in 1919, legde Pigeaud het kandidaatsexamen af. Hij vervolgde zijn studie met vakken als Maleis, Javaans en Perzisch. In 1922 legde hij het doctoraalexamen cum laude af en hij vervolgde zijn studie met een promotieonderzoek. Zijn dissertatie is een teksteditie met een vertaling van een Middel-Javaans mythologisch geschrift, de Tantu Panggelaran. Op 25-jarige leeftijd verwierf hij de doctorstitel.

## Reis naar Java
Na de promotie vertrok Pigeaud naar Java. Hoewel eigenlijk al vaststond dat Pigeaud taalambtenaar zou worden, werd hij gedetacheerd bij de Adviseur voor Inlandse Zaken in Batavia wiens beide adjuncten, Hoesein Djajadiningrat en B.J.O. Schrieke, tot hoogleraar werden benoemd aan de Faculteit voor Rechtwetenschappen.
Op 29 december 1925 kon hij eindelijk beginnen met zijn eigenlijke werk: de herziening en aanvulling van het woordenboek Javaans-Nederlands van Gericke-Roorda. Voor dit werk moest Pigeaud begin 1926 verhuizen naar Surakarta. Hij woonde eerst bij een Javaanse familie in maar ging later samenwonen met Sam Koperberg, de secretaris van het Java-Instituut. 
Het woordenboek Javaans-Nederlands van Pigeaud verscheen in 1938. Het is te beschouwen als een belangrijke aanvulling van het woordenboek van Gericke-Roorda. Het woordenboek is weliswaar niet op de hedendaagse morfologische inzichten gebaseerd, maar was op dat moment toch een grote stap vooruit. Zijn woordenboek Nederlands-Javaans zou pas tien jaar later, na de Tweede Wereldoorlog, verschijnen.

## De Tweede Wereldoorlog
In 1942 bezette Japan Nederlands-Indië. Niet veel later werden Europeanen geïnterneerd in concentratiekampen. Het was Pigeaud echter gelukt om aan de gedwongen internering te ontsnappen. Door Javaanse vrienden die werkzaam waren bij de ambtenarij kon Pigeaud vanwege zijn Franse naam en geboorteplaats in Duitsland vrijwaring krijgen. Hij kon doorgaan voor een Indo, maar moest min of meer onderduiken. Zijn contactpersoon werd Philip Lumban Tobing, een Toba Batak die in Yogyakarta studeerde. 
Van de Japanners ondervond hij geen problemen, maar in oktober 1946, in de Bersiap-tijd, werd hij als Nederlander zwaar toegetakeld door Indonesische milities, waardoor hij voor enige tijd in het ziekenhuis in Yogyakarta belandde.

## Na de Tweede Wereldoorlog
Na de oorlog keerde Pigeaud terug naar Nederland. In 1948 kreeg hij van het KITLV de taak om het Javaanse heldendicht Nagarakretagama opnieuw uit te geven. Het duurde ruim tien jaar om de tekst en de vertaling in het Engels te voltooien. Het werd echter niet alleen een teksteditie met een vertaling, maar een monumentaal werk in vijf delen, getiteld Java in the 14th Century (1960—1963), bestaande uit ongeveer 1500 pagina's. Hoewel Pigeaud soms bekritiseerd werd om de kwaliteit van zijn Engels, doet dit geen afbreuk aan het werk zelf als geheel.
Theo Pigeaud trouwde op 20 mei 1947 in Amsterdam met de beeldhouwster Anne van Zijp (Riouw, 23 mei 1885 – Den Haag, 9 november 1956), de weduwe van de journalist en etnomusicoloog Johann Sebastian Brandts Buys (1879-1939).

## Literature of Java
Na Java in the 14th Century begon Pigeaud aan zijn magnum opus, oftewel zijn vierdelige catalogus van alle Javaanse handschriften in Nederland, België, Jakarta en Singaraja. Deze catalogus verscheen tussen 1967 en 1980.

## Studie over de islam
Pigeaud was van mening dat de Chinezen een grote rol hadden gespeeld bij de verspreiding van de islam op Java. Samen met De Graaf schreef hij drie boeken over de geschiedenis van de islam op Java (1974, 1976 en 1984).